# جامعة فيتربو
جامعة فيتربو (بالإنجليزية: Viterbo University)‏ هي جامعة خاصة للفنون الليبرالية الكاثوليكية والفرنسية الفرنسيسكانية، تقع في لاكروس، ويسكونسن، الولايات المتحدة. تأسست عام 1890م، وتقدم أكثر من 70 برنامجًا أكاديميًا (تقليديا وعبر الإنترنت) على مستوى درجة الزمالة أو البكالوريوس أو الماجستير أو الدكتوراه.
في عام 2014م، صنفت مجلة يو إس نيوز آند وورلد ريبورت جامعة فيتربو ضمن أفضل الجامعات الإقليمية في الغرب الأوسط وذلك في المرتبة 109، وفي برنامج التمريض الجامعي للخريجين على المستوى الوطني رقم 234. تضم الجامعة أكثر من 18000 خريج، وهي واحدة من 24 عضوًا في رابطة الكليات والجامعات الفرنسيسكانية. 

## الحرم الجامعي
في عام 1971م انتهت من إنشاء مركز الفنون الجميلة في المدرسة. في عام 1987م بني مركز فارسيتي الرياضي. في عام 2004م انتهت من بناء مركز رينهارت لأخلاقيات القيادة (مبنى العلوم الطبيعية)، وفي عام 2005م انتهت من توسعة مركز ماثي بمسمى مبنى ألعاب القوى 1987م. مركز ماثي هو تعاون بين الجامعة وبين نادي الفتيان والفتيات المحلي في لاس كروس، وهو أول جهد من نوعه في البلاد. أعيد تشكيل مكتبة تود وير التذكارية داخل المبنى الأكاديمي الرئيسي مركز مورفي في عام 2006م، وأعيد تصميم مكتبة المدرسة في صيف عام 2006م. بين عامي 2009 و2011م، أعيد تشكيل اتحاد الطلاب على حساب جمعية حكومة الطلاب، بالتعاون مع مجلس قاعة الإقامة. وشملت إعادة تشكيل مكتب الأمن والأرضيات ومنطقة الكمبيوتر والتلفزيون والأثاث. يضم مبنى كلية التمريض - الذي افتتح في خريف عام 2011م - مختبرات محاكاة مخصصة للرعاية الحرجة والرعاية الطبية/الجراحية ورعاية الأمهات حديثي الولادة ورعاية صحة الطفل. كما أن لديها مختبر التغذية وعلم التغذية. منذ عام 2013م تشترك جامعة فيتربو في مساحة في مركز ويبر للفنون الاستعراضية، وهي منشأة تبلغ مساحتها 30000 قدما مربعا في وسط مدينة لاكروس.

## التركيبة السكانية للطلاب
اعتبارًا من خريف عام 2015 ، تم تسجيل 2,677 طالبًا في جامعة فيتربو. كان هناك 1826 طالب جامعي و 851 طالب دراسات عليا. تبلغ نسبة الطلاب إلى هيئة التدريس في فيتربو 11: 1 ومتوسط حجم الفصل 16.

## الألعاب الرياضية
فرق جامعة فيتربو الملقب رياضيًا باسم في هاوكس، هي جزء من الرابطة الوطنية لألعاب القوى بين الكليات، التي تتنافس أساسًا في اتحاد نورث ستار الرياضي . كان هذا الفريق عضوًا في مؤتمرالغرب الأوسط الجامعي من عام 1989م حتى حُل في عام 2015م. تشمل الرياضات الرجالية البيسبول، كرة السلة، البولينج، كرة المضرب، الجولف، كرة القدم، المضمار والميدان (داخلي وخارجي)؛ في حين تشمل الرياضات النسائية كرة السلة والبولينج والعاب القوى والجولف وكرة القدم والكرة اللينة والمسار والحقل (داخلي وخارجي) والكرة الطائرة. ابتداءً من خريف عام 2018م ستضيف الجامعة رقصة تنافسية مختلطة باعتبارها رياضة مشتركة بين الكليات. سيضيف فيتربو أيضًا كرة الطائرة للرجال ويتنافس كجزء من مؤتمر شيكاجولاند كوليجيت الرياضي.

## خريجون بارزون
- ثيا بومان، الأخت الدينية الكاثوليكية الرومانية، معلم وباحث[7]
- دولوريس بالديراموس-جارسيا، سياسي بليز
- خورخي إسبات، سياسي بليز
- شانون فريد، عازف الكمان في فرقة غيمة العبادة
- جاكي هارفي، كاتب عمود
- داميان ميلر، صياد دوري البيسبول السابق
- ميشيل ريفنبرغ، مشرع ولاية مينيسوتا

## أعضاء هيئة التدريس البارزون
- ثيا بومان
- ريتشارد روبل

## صور

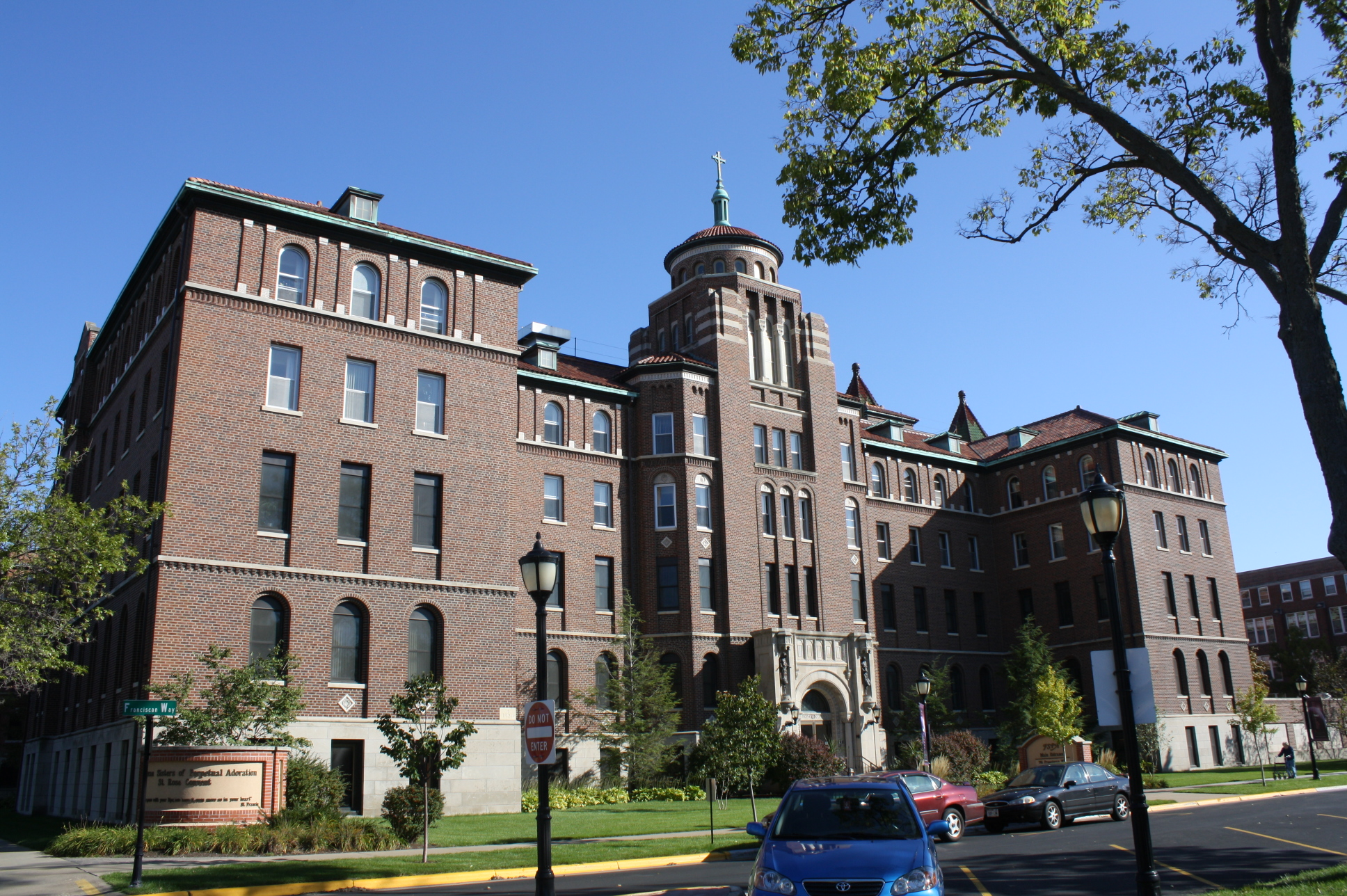
دير القديس روز فيتربو  [لغات أخرى]‏
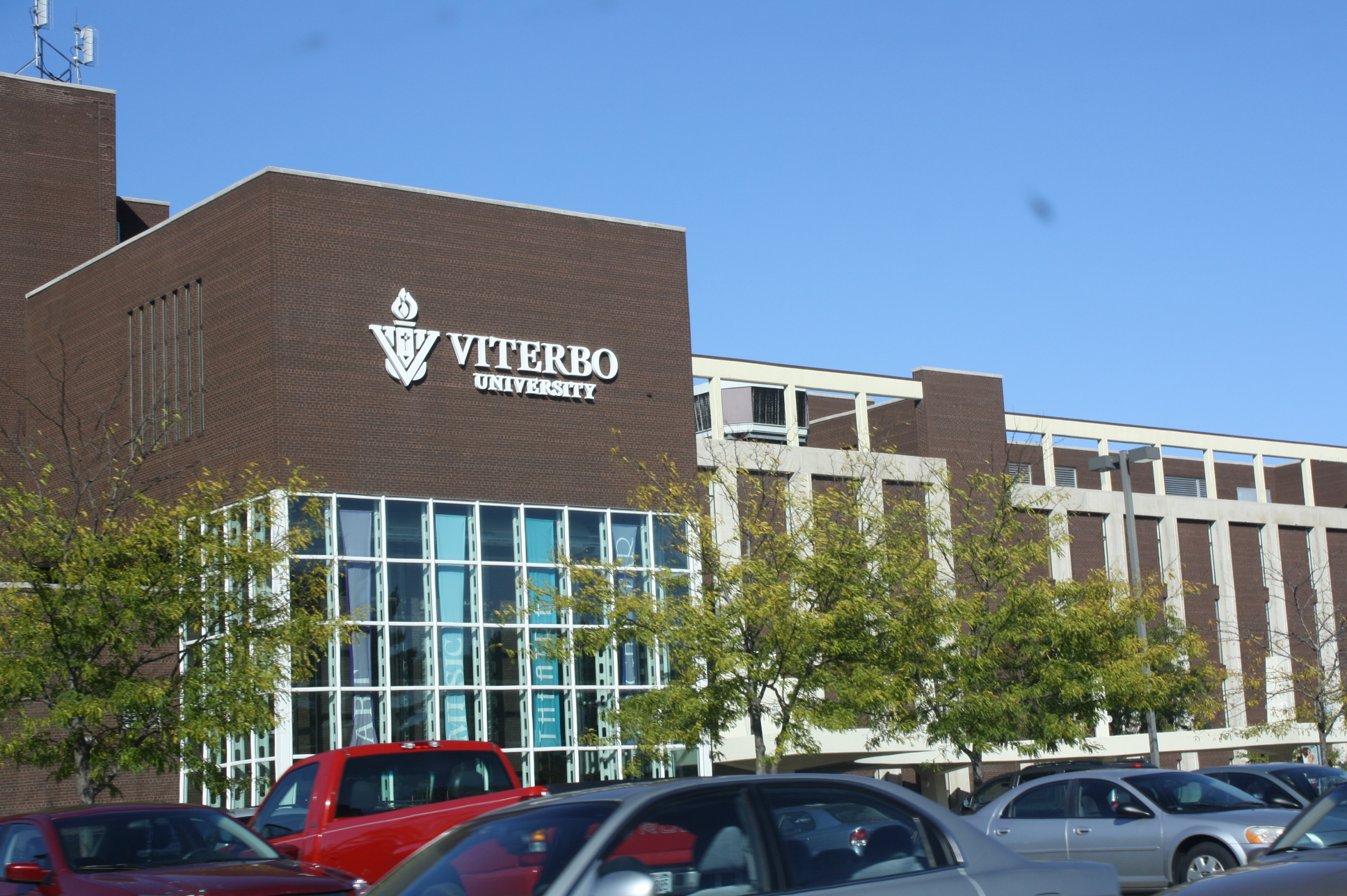
مبنى الفنون الجميلة
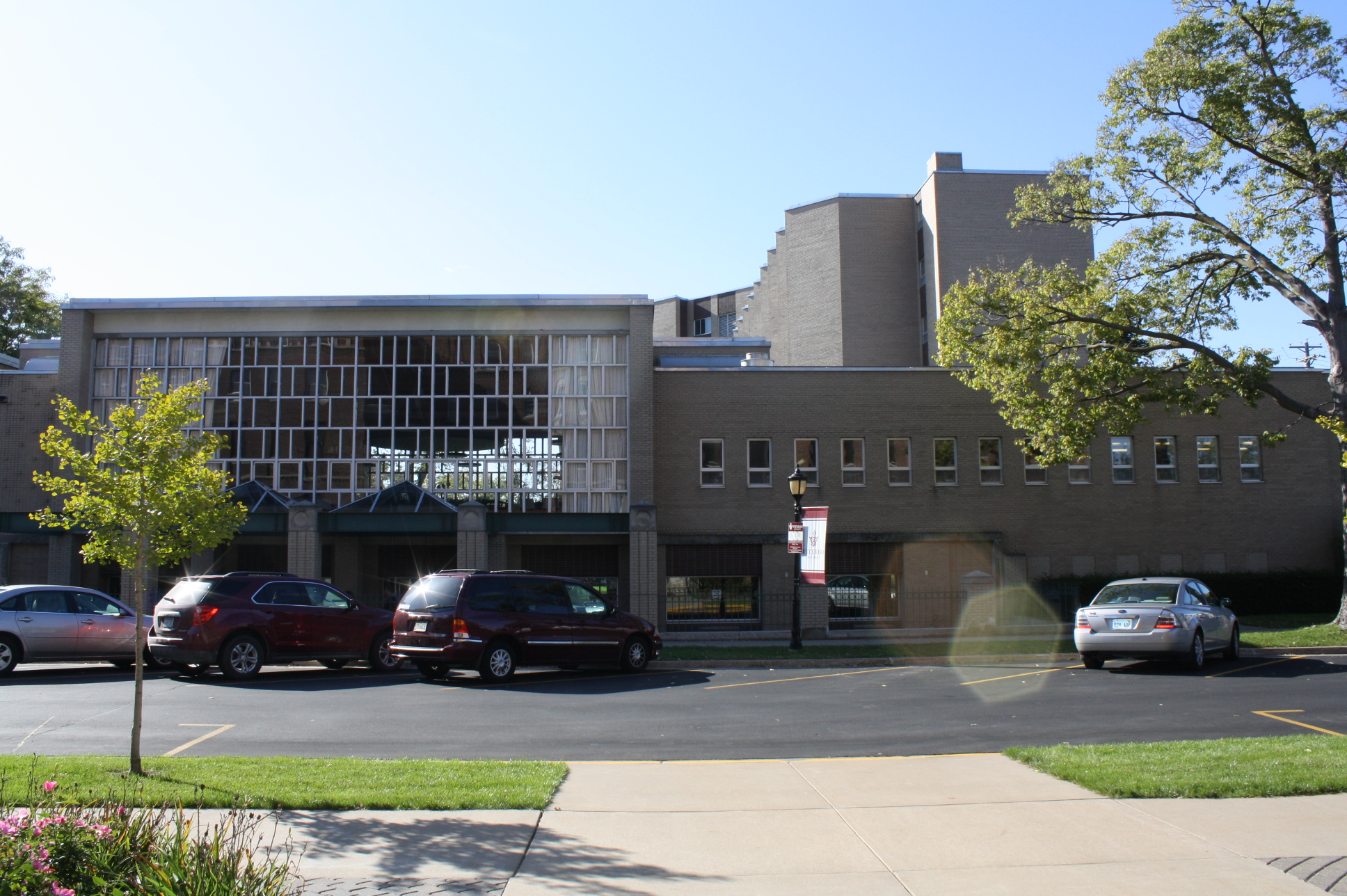
اتحاد الطلاب

## وصلات خارجية
- الموقع الرسمي
- جامعة فيتربو للألعاب الرياضية